# Graphomya mediolinea
Graphomya mediolinea är en tvåvingeart som beskrevs av John Richard Vockeroth 1972. Graphomya mediolinea ingår i släktet Graphomya och familjen husflugor. Inga underarter finns listade i Catalogue of Life.